# Finale FIFA Confederations Cup 1999
De FIFA Confederations Cupfinale van 1999 was de vierde finale van de Confederations Cup. De wedstrijd vond plaats op 4 augustus 1999 in het Aztekenstadion in Mexico-Stad. Brazilië, winnaar van de Copa América nam het op tegen gastland Mexico, winnaar van de CONCACAF Gold Cup. De Mexicanen wonnen met 4-3.

## Wedstrijdverslag
De finale werd in bloedhete en vijandige omstandigheden afgewerkt. Beide teams gunden elkaar weinig, hetgeen tot verschillende, kleine opstootjes leidde. De Braziliaanse doelman Dida maakte een fout bij het eerste doelpunt. Miguel Zepeda schoot met zijn linker van buiten het strafschopgebied op doel. Dida stond te ver voor zijn doellijn, kreeg het hoge schot niet onder controle en duwde de bal de goal in. Mexico bleef druk zetten en na iets meer dan een kwartier scoorde Cuauhtémoc Blanco met een kopbal. Het doelpunt werd onterecht afgekeurd wegens buitenspel. In de 28e minuut speelde Blanco zijn bewaker uit, speelde vervolgens José Manuel Abundis vrij en die trapte van aan de rand van het strafschopgebied de bal met zijn linker in de benedenhoek: 2-0. Net voor de rust werd Ronaldinho in de rug gelopen door Germán Villa. De Braziliaan ging neer en kreeg een strafschop van scheidsrechter Anders Frisk. Serginho plaatste de strafschop zo in de hoek dat doelman Jorge Campos er niet bij kon.
Na de rust voerde bondscoach Vanderlei Luxemburgo een wissel door: Rôni kwam erin voor Beto. De Braziliaanse invaller rondde enkele seconden later een voorzet van Ronaldinho af: 2-2. Enkele minuten na de gelijkmaker profiteerde Zepeda van een fout in de Braziliaanse defensie. Terwijl iedereen bij Brazilië aan buitenspel dacht, trapte hij de bal binnen: 3-2. Zo'n tien minuten later maakte Blanco na een counter nog een doelpunt. Hij speelde zijn bewaker uit en schoot de bal met links het doel in: 4-2. Enkele seconden later reageerde Brazilië. Een steekbal bereikte Alex, die bal voorzette. De vrijstaande Zé Roberto tikte de pass binnen: 4-3. In de slotseconden kreeg João Carlos voor de tweede keer geel nadat hij de doorgebroken Blanco had neergehaald.

### Wedstrijdinfo
|                       |                                        |       |                                             |                                                                                         |
| 4 augustus 1999 21:00 | Mexico                                 | 4 – 3 | Brazilië                                    | Aztekenstadion, Mexico-Stad Toeschouwers: 110.000 Scheidsrechter: Anders Frisk (Zweden) |
| 4 augustus 1999 21:00 | Zepeda 13', 51' Abundis 28' Blanco 62' |       | 43' (pen.) Serginho 47' Rôni 63' Zé Roberto | Aztekenstadion, Mexico-Stad Toeschouwers: 110.000 Scheidsrechter: Anders Frisk (Zweden) |

| Mexico | Brazilië |

| Mexico:         |    |                     |     |
|                 |    |                     |     |
| GK              | 1  | Jorge Campos        |     |
| CB              | 18 | Salvador Carmona    |     |
| CB              | 4  | Rafael Márquez      | 21' |
| CB              | 2  | Claudio Suárez      | 74' |
| RM              | 19 | Miguel Zepeda       | 83' |
| CM              | 6  | Germán Villa        |     |
| CM              | 13 | Pável Pardo         |     |
| LM              | 7  | Ramon Ramírez       |     |
| AM              | 10 | Cuauhtémoc Blanco   | 50' |
| CF              | 9  | José Manuel Abundis | 11' |
| CF              | 17 | Francisco Palencia  | 70' |
| Wisselspelers:  |    |                     |     |
| DF              | 14 | Isaac Terrazas      | 70' |
| MF              | 16 | Jesús Arellano      | 83' |
| Coach:          |    |                     |     |
| Manuel Lapuente |    |                     |     |

| Brazilië:            |    |                  |           |
|                      |    |                  |           |
| GK                   | 1  | Dida             |           |
| RB                   | 3  | Odvan            |           |
| CB                   | 4  | João Carlos      | 47' 90+2' |
| LB                   | 6  | Serginho         |           |
| RM                   | 20 | Vampeta          |           |
| CM                   | 8  | Emerson          |           |
| CM                   | 5  | Flávio Conceição |           |
| LM                   | 11 | Zé Roberto       | 5' 82'    |
| AM                   | 17 | Beto             | 46'       |
| CF                   | 7  | Ronaldinho       |           |
| CF                   | 10 | Alex             |           |
| Wisselspelers:       |    |                  |           |
| FW                   | 18 | Rôni             | 46'       |
| FW                   | 19 | Warley           | 82'       |
| Coach:               |    |                  |           |
| Vanderlei Luxemburgo |    |                  |           |

| Assistent-scheidsrechters: Fernando Tresaco Gracia Awni Hassouneh |

A-internationals · Selecties · CBF · Braziliaans vrouwenelftal · Olympisch elftal · Bondscoaches
1910 – 1919 · 
1920 – 1929 · 
1930 – 1939 · 
1940 – 1949 · 
1950 – 1959 · 
1960 – 1969 · 
1970 – 1979 · 
1980 – 1989 · 
1990 – 1999 · 
2000 – 2009 · 
2010 – 2019 · 
2020 – 2029
WK 1930 · 
WK 1934 · 
WK 1938 · 
WK 1950 · 
WK 1954 · 
WK 1958 · 
WK 1962 · 
WK 1966 · 
WK 1970 · 
WK 1974 · 
WK 1978 · 
WK 1982 · 
WK 1986 · 
WK 1990 · 
WK 1994 · 
WK 1998 · 
WK 2002 · 
WK 2006 · 
WK 2010 · 
WK 2014 · 
WK 2018 · 
WK 2022
OS 1952 · 
OS 1960 · 
OS 1964 · 
OS 1968 · 
OS 1972 · 
OS 1976 · 
OS 1984 · 
OS 1988 · 
OS 1996 · 
OS 2000 · 
OS 2008 · 
OS 2012 · 
OS 2016 · 
OS 2020
1914 · 
1915 · 
1916 · 
1917 · 
1918 · 
1919 · 
1920 · 
1921 · 
1922 · 
1923 · 
1924 · 
1925 · 
1926 · 
1927 · 
1928 · 
1929 · 
1930 · 
1931 · 
1932 · 
1933 · 
1934 · 
1935 · 
1936 · 
1937 · 
1938 · 
1939 · 
1940 · 
1941 · 
1942 · 
1943 · 
1944 · 
1945 · 
1946 · 
1947 · 
1948 · 
1949 · 
1950 · 
1951 · 
1952 · 
1953 · 
1954 · 
1955 · 
1956 · 
1957 · 
1958 · 
1959 · 
1960 · 
1961 · 
1962 · 
1963 · 
1964 · 
1965 · 
1966 · 
1967 · 
1968 · 
1969 · 
1970 · 
1971 · 
1972 · 
1973 · 
1974 · 
1975 · 
1976 · 
1977 · 
1978 · 
1979 · 
1980 · 
1981 · 
1982 · 
1983 · 
1984 · 
1985 · 
1986 · 
1987 · 
1988 · 
1989 · 
1990 · 
1991 · 
1992 · 
1993 · 
1994 · 
1995 · 
1996 · 
1997 · 
1998 · 
1999 · 
2000 · 
2001 · 
2002 · 
2003 · 
2004 · 
2005 · 
2006 · 
2007 · 
2008 · 
2009 · 
2010 · 
2011 · 
2012 · 
2013 · 
2014 · 
2015 · 
2016 · 
2017 · 
2018 ·
2019 ·
2020 ·
2021
Algerije ·
Andorra ·
Argentinië ·
Australië ·
België ·
Bolivia ·
Bosnië en Herzegovina ·
Bulgarije ·
Canada ·
Chili ·
China ·
Colombia ·
Congo-Kinshasa ·
Costa Rica ·
Denemarken ·
DDR ·
Duitsland ·
Ecuador ·
Egypte ·
El Salvador ·
Engeland ·
Estland ·
Finland ·
Frankrijk ·
Gabon ·
Ghana ·
Griekenland ·
Guatemala ·
Guinee ·
Haïti ·
Honduras ·
Hongarije ·
Hongkong ·
Ierland ·
IJsland ·
Irak ·
Iran ·
Israël ·
Italië ·
Ivoorkust ·
Jamaica ·
Japan ·
Joegoslavië ·
Kameroen ·
Kroatië ·
Letland ·
Litouwen ·
Luxemburg ·
Maleisië ·
Marokko ·
Mexico ·
Nederland ·
Nieuw-Zeeland ·
Nigeria ·
Noord-Ierland ·
Noord-Korea ·
Noorwegen ·
Oekraïne ·
Oman ·
Oostenrijk ·
Panama ·
Paraguay ·
Peru ·
Polen ·
Portugal ·
Qatar .
Roemenië ·
Rusland ·
Saoedi-Arabië ·
Senegal ·
Servië ·
Schotland ·
Slowakije ·
Sovjet-Unie ·
Spanje ·
Tanzania ·
Thailand ·
Tsjechië ·
Tsjecho-Slowakije ·
Tunesië ·
Turkije ·
Uruguay ·
Venezuela ·
Verenigde Arabische Emiraten ·
Verenigde Staten ·
Wales ·
Zambia ·
Zimbabwe ·
Zuid-Afrika ·
Zuid-Korea ·
Zweden ·
Zwitserland
Argentinië (1982) ·
Argentinië (2005) ·
Australië (1997) ·
Australië (2006) ·
België (2018) ·
Chili (2014) ·
China (2002) ·
Colombia (2014) ·
Costa Rica (2018) ·
Duitsland (2002) ·
Duitsland (2014) ·
Frankrijk (1998) ·
Frankrijk (2006) ·
Ghana (2006) ·
Hongarije (1954) ·
Italië (1970) ·
Italië (1982) ·
Italië (1994) ·
Japan (2006) ·
Kameroen (2014) ·
Kameroen (2022) ·
Kroatië (2006) ·
Kroatië (2014) ·
Kroatië (2022) ·
Mexico (1999) ·
Mexico (2014) ·
Mexico (2018) ·
Nederland (2014) ·
Portugal (2010) ·
Servië (2018) ·
Spanje (2013) ·
Tsjecho-Slowakije (1962, 2) ·
Turkije (2002, 1) ·
Uruguay (1950) ·
Verenigde Staten (2009, 2) ·
Zweden (1958) ·
Zwitserland (2018)
FMF · A-internationals · Selecties · Bondscoaches · Statistieken · Mexicaans vrouwenelftal · Olympisch elftal · Mexico U21 · Mexico U20 · Mexico U19 · Mexico U18 · Mexico U17
1920 – 1949 ·
1950 – 1969 ·
1970 – 1979 ·
1980 – 1989 ·
1990 – 1999 ·
2000 – 2009 ·
2010 – 2019 ·
2020 – 2029
Copa América 1993 ·
Copa América 1995 ·
Copa América 1997 ·
Copa América 1999 ·
Copa América 2001 ·
Copa América 2004 ·
Copa América 2007 ·
Copa América 2011 ·
Copa América 2015 · 
Copa América 2016
WK 1930 ·
WK 1950 ·
WK 1954 ·
WK 1958 ·
WK 1962 ·
WK 1966 ·
WK 1970 ·
WK 1978 ·
WK 1986 ·
WK 1994 ·
WK 1998 ·
WK 2002 ·
WK 2006 ·
WK 2010 ·
WK 2014 · 
WK 2018
OS 1928 ·
OS 1948 ·
OS 1964 ·
OS 1968 ·
OS 1972 ·
OS 1976 ·
OS 1992 ·
OS 1996 ·
OS 2004 ·
OS 2012 ·
OS 2016 ·
OS 2020
1923 ·
1924–1927 ·
1928 ·
1929 ·
1930 ·
1931–1933 ·
1934 ·
1935 ·
1936 ·
1937 ·
1938 ·
1939–1946 ·
1947 ·
1948 ·
1949 ·
1950 ·
1951 ·
1952 ·
1953 ·
1954 ·
1955 ·
1956 ·
1957 ·
1958 ·
1959 ·
1960 ·
1961 ·
1962 ·
1963 ·
1964 ·
1965 ·
1966 ·
1967 ·
1968 ·
1969 ·
1970 · 
1971 · 
1972 · 
1973 · 
1974 · 
1975 · 
1976 · 
1977 · 
1978 · 
1979 · 
1980 · 
1981 · 
1982 · 
1983 · 
1984 · 
1985 · 
1986 · 
1987 · 
1988 · 
1989 · 
1990 · 
1991 · 
1992 · 
1993 · 
1994 · 
1995 · 
1996 · 
1997 · 
1998 · 
1999 · 
2000 · 
2001 · 
2002 · 
2003 · 
2004 · 
2005 · 
2006 · 
2007 · 
2008 · 
2009 · 
2010 · 
2011 · 
2012 · 
2013 · 
2014 · 
2015 · 
2016 ·
2017 ·
2018 ·
2019 ·
2020 ·
2021 ·
2022 ·
2023
Albanië ·
Algerije ·
Angola ·
Argentinië ·
Australië ·
België ·
Belize ·
Bermuda ·
Bolivia ·
Bosnië en Herzegovina ·
Brazilië ·
Bulgarije ·
Canada ·
Chili ·
China ·
Colombia ·
Congo-Kinshasa ·
Costa Rica ·
Cuba ·
Curaçao ·
DDR ·
Denemarken ·
Dominica ·
Duitsland ·
Ecuador ·
Egypte ·
El Salvador ·
Engeland ·
Estland ·
Fiji ·
Finland ·
Frankrijk ·
Gambia ·
Ghana ·
Griekenland ·
Guatemala ·
Guyana ·
Haïti ·
Honduras ·
Hongarije ·
Ierland ·
IJsland ·
Irak ·
Iran ·
Israël ·
Italië ·
Ivoorkust ·
Jamaica ·
Japan ·
Joegoslavië ·
Kameroen ·
Kroatië ·
Liberia ·
Luxemburg ·
Marokko ·
Martinique ·
Nederland ·
Nederlandse Antillen ·
Nicaragua ·
Nieuw-Zeeland ·
Nigeria ·
Noord-Ierland ·
Noord-Korea ·
Noorwegen ·
Oekraïne ·
Oezbekistan ·
Panama ·
Paraguay ·
Peru ·
Polen ·
Portugal ·
Qatar ·
Roemenië ·
Rusland ·
Saint Kitts en Nevis ·
Saint Vincent en de Grenadines ·
Saoedi-Arabië ·
Schotland ·
Senegal ·
Servië ·
Slovenië ·
Slowakije ·
Sovjet-Unie ·
Spanje ·
Suriname ·
Trinidad en Tobago ·
Tsjechië ·
Tsjecho-Slowakije ·
Tunesië ·
Uruguay ·
Venezuela ·
Verenigde Staten ·
Wales ·
Wit-Rusland ·
Zuid-Afrika ·
Zuid-Korea ·
Zweden ·
Zwitserland
Angola (2006) ·
Argentinië (2006) ·
Brazilië (1999) ·
Brazilië (2014) ·
Brazilië (2018) ·
Duitsland (2018) ·
Frankrijk (2010) ·
Iran (2006) ·
Kameroen (2014) ·
Kroatië (2014) ·
Nederland (2014) ·
Portugal (2006) ·
Uruguay (2010) ·
Zuid-Afrika (2010) ·
Zuid-Korea (2018) ·
Zweden (2018)